# Gonomyia queribunda
Gonomyia queribunda är en tvåvingeart som beskrevs av Alexander 1941. Gonomyia queribunda ingår i släktet Gonomyia och familjen småharkrankar.
Artens utbredningsområde är Peru. Inga underarter finns listade i Catalogue of Life.